# دونالد د. دويل
دونالد د. دويل (بالإنجليزية: Donald D. Doyle)‏ هو سياسي أمريكي، ولد في 1915، وتوفي في 31 يناير 2011.